# Martin Kaalma
Martin Kaalma (* 14. April 1977 in Tallinn) ist ein ehemaliger estnischer Fußballspieler, der aktuell als Torwarttrainer von Levadia Tallinn arbeitet.

## Karriere
Seine erste Station 1993 war der damalige und heute aufgelöste Verein FC Norma Tallinn. Seitdem wechselte er öfters in Estland den Verein. Meistens war er Stammspieler im Verein, dennoch hielt es ihm nicht lange bei den Verein. Seine größten Erfolge feierte später bei den estnischen Topklubs FC Flora Tallinn und FC Levadia Tallinn. Für Estland kam er zwischen 1995 und 2004 zum Einsatz.

## Erfolge
mit Flora Tallinn
- Estnischer Meister: 1998, 2001, 2002, 2003
- Estnischer Pokalsieger: 1998

mit Levadia Tallinn:
- Estnischer Meister: 2007, 2008, 2009
- Estnischer Pokalsieger: 2007